# Henryk Szordykowski
Henryk Jan Szordykowski , né le 3 juin 1944 à Iłowo et mort le 25 décembre 2022, est un athlète polonais spécialiste des courses de demi-fond.

## Biographie
Septième du 1 500 mètres des Jeux olympiques de 1968, Henryk Szordykowski se révèle dès la saison suivante lors des Jeux européens en salle 1969 de Belgrade en se classant deuxième du 800 m et en décrochant la médaille d'or du relais en compagnie de ses coéquipiers polonais. Sur 1 500 m, il monte sur la troisième marche du podium des Championnats d'Europe en plein air, derrière le Britannique John Whetton et l'Irlandais Frank Murphy.
Il s'illustre dans les épreuves « indoor » en s'adjugeant quatre titres de champion d'Europe en salle du 1 500 m en 1970, 1971, 1973 et 1974. Il obtient par ailleurs, sur piste extérieure, la médaille d'argent des Championnats d'Europe de 1971, derrière l'Italien Francesco Arese.
Sur le plan national, Henryk Szordykowski remporte 10 titres de champion de Pologne : sur 800 m en 1966, 1967 et 1969, sur 1 500 m en 1968, 1971, 1972 et 1974, ainsi que trois autres titres en salle.
Ses records personnels sont de 1 min 46 s 6 sur 800 m (1968) et 3 min 38 s 2 sur 1 500 m (1969).
Il est le frère de Zenon Szordykowski, autre coureur de demi-fond.

### Palmarès
| Date | Compétition                    | Lieu      | Résultat | Épreuve            |
| ---- | ------------------------------ | --------- | -------- | ------------------ |
| 1966 | Championnats d'Europe          | Budapest  | 8e       | 1 500 m            |
| 1968 | Jeux olympiques                | Mexico    | 7e       | 1 500 m            |
| 1969 | Championnats d'Europe en salle | Belgrade  | 2e       | 800 m              |
| 1969 | Championnats d'Europe en salle | Belgrade  | 1er      | Relais 4 × 2 tours |
| 1969 | Championnats d'Europe          | Athènes   | 3e       | 1 500 m            |
| 1970 | Championnats d'Europe en salle | Vienne    | 1er      | 1 500 m            |
| 1971 | Championnats d'Europe en salle | Sofia     | 1er      | 1 500 m            |
| 1971 | Championnats d'Europe          | Helsinki  | 2e       | 1 500 m            |
| 1973 | Championnats d'Europe en salle | Rotterdam | 1er      | 1 500 m            |
| 1974 | Championnats d'Europe en salle | Göteborg  | 1er      | 1 500 m            |

### Records
| Épreuve | Performance  | Lieu | Date |
| ------- | ------------ | ---- | ---- |
| 800 m   | 1 min 46 s 6 |      | 1968 |
| 1 500 m | 3 min 38 s 2 |      | 1969 |